# Pachymyia macquartii
Pachymyia macquartii là một loài ruồi trong họ Tachinidae.